# Ochota (Warschau)
Ochota is een stadsdeel van Warschau, de hoofdstad van Polen.

## Wijken
- Filtry
- Rakowiec

- Stara Ochota
- Szczęśliwice

Bemowo · Białołęka · Bielany · Mokotów · Ochota · Praga · Rembertów · Śródmieście ·
Targówek · Ursus · Ursynów · Wawer · Wesoła · Wilanów · Włochy · Wola · Żoliborz